# Cerkiew Zmartwychwstania Pańskiego w Katyniu
Cerkiew Zmartwychwstania Pańskiego – prawosławna cerkiew na terenie rosyjskiego Kompleksu Memorialnego „Katyń” (ros. Мемориальный комплекс «Катынь») upamiętniająca radzieckie ofiary represji politycznych z lat 1918–1941 pochowane w Lesie Katyńskim.

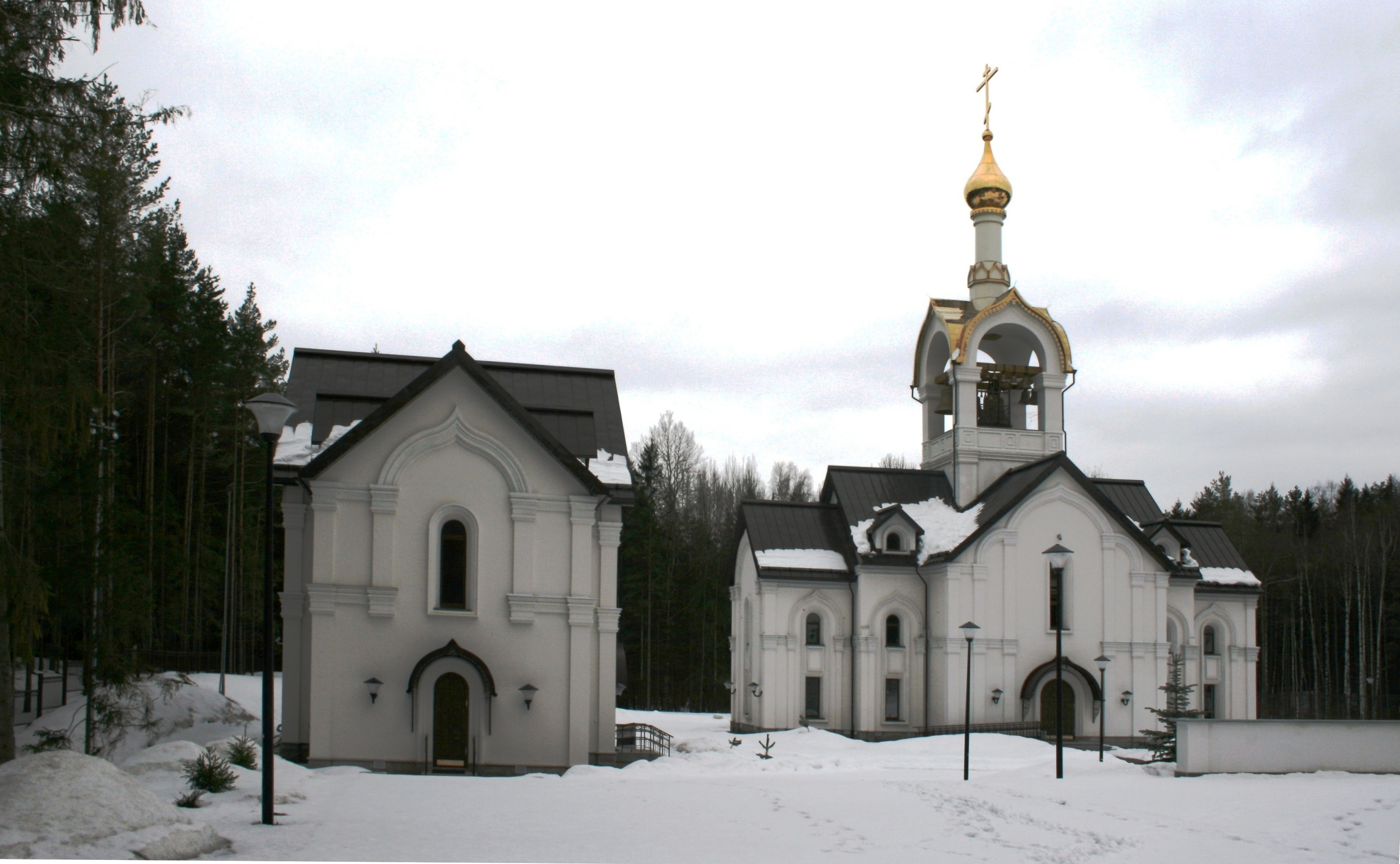
Dzwonnica cerkwi i jeden z budynków administracyjnych

Prace nad budową cerkwi zostały podjęte w 2010 z błogosławieństwa patriarchy moskiewskiego i całej Rusi Cyryla. W tym samym roku miało miejsce uroczyste położenie kamienia węgielnego z udziałem premiera Rosji Władimira Putina i premiera Polski Donalda Tuska. Projekt budynku wykonał D. Pszenicznikow.
W sąsiedztwie cerkwi znajduje się dzwonnica oraz budynki administracyjne. W podziemiach świątyni rozmieszczono wystawę Dorogoj wiery, lubwi i prawdy poświęconą rozstrzelanemu w Katyniu w czasie wielkiej czystki arcybiskupowi smoleńskiemu i dorogobuskiemu Serafinowi.
Gotowy obiekt poświęcił 15 lipca 2012 patriarcha Cyryl w asyście biskupa smoleńskiego i wiaziemskiego Pantelejmona, piatigorskiego i czerkieskiego Teofilakta, biskupa sołniecznogorskiego Sergiusza oraz Prawosławnego Ordynariusza Wojska Polskiego Jerzego.